# Институт обороны и стратегических исследований
Институт обороны и стратегических исследований (англ.  Institute of Defence and Strategic Studies (IDSS)) — «мозговая фабрика» Сингапура, занимающаяся изучением проблем безопасности, стратегических и международных проблем.

## История
Осн. в июле 1996 г. по инициативе заместителя премьер-министра и министра обороны Тони Тан Кенг Яма как автономный научно-исследовательский институт при Наньянском технологическом университете (Nanyang Technological University) в Сингапуре. Занимается исследованиями в области безопасности, стратегических и международных проблем, подготовкой специалистов в области стратегических исследований, международных отношений и международной политической экономики (магистратура и докторантура). Институт разрабатывает также совместные и обменные программы с аналогичными региональными и международными учреждениями.
1 января 2007 г. институт был переподчинен только что созданной тогда школе (факультету) международных исследований имени С. Раджаратнама.

## Исследовательские центры
В состав института входят Международный центр исследований политического насилия и терроризма (ICPVTR), Центр передового опыта в области национальной безопасности (CENS) и Азиатская программа по ведению переговоров и урегулированию конфликтов (APNCM).

## Исследовательские программы
Среди главных исследовательских программ — программы по Китаю, Индонезии, Малайзии, США, Юго-Восточной Азии, Южной Азии, региональной безопасности, безопасности морского судоходства, а также военных исследований и военной трансформации.

## Публикации
Институт публикует около 30 книг ежегодно, а также сводки новостей, бюллетени, доклады и ежегодники.